# Jan Krynicki
Jan Krynicki (ur. 1797 w Zwienigorodoku, zm. 12 września 1838 w Gieorgijewsku) – polski mineralog i zoolog, profesor Uniwersytetu w Charkowie.

## Życiorys
Urodził się w 1797 w jako syn Jędrzeja w miasteczku Zwienigorodok w guberni kijowskiej. Pierwsze nauki pobierał w gimnazjum księży bazylianów w Humaniu. Następnie w 1819 wstępuje na Uniwersytet Wileński na wydział fizyko-matematyczny. Był uczniem Ludwika Bojanusa i Stanisława Bonifacego Jundziłła i wspólnie z Józefem Jundziłłem odbył w 1821 wyprawę naukową z Wilna przez Kowno, doliną rzeki Wilii i w kierunku morza do Połągi.
W 1823 został aresztowany za przynależność do filaretów, po zwolnieniu z więzienia został deportowany w głąb Rosji. Dzięki staraniom i zabiegom profesora Andrzeja Dudycza rektora Uniwersytetu charkowskiego w grudniu 1824 przybył do Charkowa.
Z początkiem marca następnego roku rozpoczął wykłady z mineralogii, w następnym roku został adiunktem, w 1829 profesorem nadzwyczajnym i w 1835 profesorem zwyczajnym Cesarskiego Uniwersytetu Charkowskiego. 1 stycznia 1837 powołana została katedra mineralogii i geologii w której został profesorem.
Prowadził również od 1834 wykłady z zoologii i dostał nominację na dyrektora gabinetu zoologicznego. Dzięki jego zaangażowaniu i pracy kolekcja gabinetu powiększyła się czterokrotnie. Za włożoną pracę w tej dziedzinie dostał specjalną nagrodę pieniężną oraz pierścień z brylantem.
Nie posiadając dzieci opiekował się wraz z żoną młodzieżą polską przybywającą do Charkowa.
W 1838 odbył podróż naukową na Kaukaz i okolice mórz: Czarnego i Kaspijskiego, w drodze powrotnej zachorował i zmarł dnia 12 września 1838 w Gieorgijewsku.
Opublikował m.in. Spis celniejszych owadów zebranych w okolicach Charkowa i Odessy 1828, całość dorobku obejmuje 30 prac w językach: polskim, łacińskim, francuskim i rosyjskim.

## Upamiętnienie
Na  jego cześć zostało nazwane kilka gatunków:
- spośród ptaków Garrulus glandarius krynicki,
- z mięczaków    Krynickia melanocephala,
- z owadów Anchomenus  krynicki,
  - Carabus  krynicki,
  - Hister  krynicki,
  - Balanus  krynicki.